# 今帰仁朝幸
今帰仁朝幸（なきじん ちょうこう、天啓7年4月8日（1627年5月22日） - 康熙26年3月13日（1687年5月5日））は琉球王国第二尚氏王統の人。尚韶威・今帰仁王子朝典を元祖とする向氏具志川御殿の七世で、唐名は向従憲、童名を思五郎という。最後の北山監守。
同家は元祖：尚韶威・今帰仁王子朝典から代々 今帰仁間切の按司地頭職とともに、北山監守を世襲してきた家であるが、朝幸の代（1665年）に首里に住むように命ぜられ、以て北山監守職も廃止された。
朝幸らが首里に移住したあとも、先祖の居城であった今帰仁城は同家の管理するところとなった。のちに城内にはその由来を記した碑・「山北今帰仁城監守来歴碑記」が同家十世の尚宣謨・今帰仁王子朝義によって立てられた。

## 系譜
父：向縄祖・今帰仁按司朝経の長男として生まれる（母は松比樽・宇志掛按司）。なお父は自らの従祖母（いとこおば）にあたる人物と婚姻をしているが、年齢差でいえば父のほうが四歳年上である。室に孟氏思武太金をむかえ三男四女をもうけた。
- 父：向縄祖・今帰仁按司朝経
- 母：松比樽・宇志掛按司　（向和禮・本部按司朝安の娘）
  - 姉（長女）：真鍋樽・宇志掛按司　（昌氏天久親雲上政書に嫁ぐ）
  - 弟（次男）：向従宣・与那嶺按司朝隣

- 室：孟氏思武太金　（孟氏伊野波親雲上宗当の娘）
  - 長女：思玉金　（向氏勝連按司朝旧に嫁ぐ）
  - 長男：向洪徳・今帰仁按司朝又
  - 次男：向洪秀・安里親雲上朝伸
  - 三男：向洪泰・今帰仁里之子親雲上朝弘
  - 次女：真牛金　（東氏知念里之子親雲上政常に嫁ぐ）
  - 三女：真加戸樽　（孟氏佐辺里之子宗政に嫁ぐ）
  - 四女：真呉勢　（向氏比嘉里之子朝定に嫁ぐ）

## 経歴（月日は旧暦）
- 1627年（天啓7）4月8日　生まれる。
- 1643年（崇禎16）11月　カタカシラを結う（→今帰仁朝幸）。
- 1645年（順治2）1月21日　今帰仁間切与那嶺の名島を賜る（→与那嶺按司朝幸）。
- 1654年（順治11）2月1日　伊野波在番となる。また同日、父：向縄祖・今帰仁按司朝経が致仕し、朝幸が今帰仁間切総地頭となる（→今帰仁按司朝幸）。
- 1665年（康熙4）11月3日　命により首里赤平へと住居を移す（北山監守職の廃止）。
- 1666年（康熙5）　運天在番となる。
- 1675年（康熙14）8月18日　致仕する。
- 1687年（康熙26）3月13日　亡くなる（享年61）。